# Lista najwyższych budynków w Sendai
W Sendai znajduje się obecnie 9 budynków ponad 100 metrowych. W planach i w trakcie budowy jest kilka nowych budynków, które przekroczą ten próg wysokości.

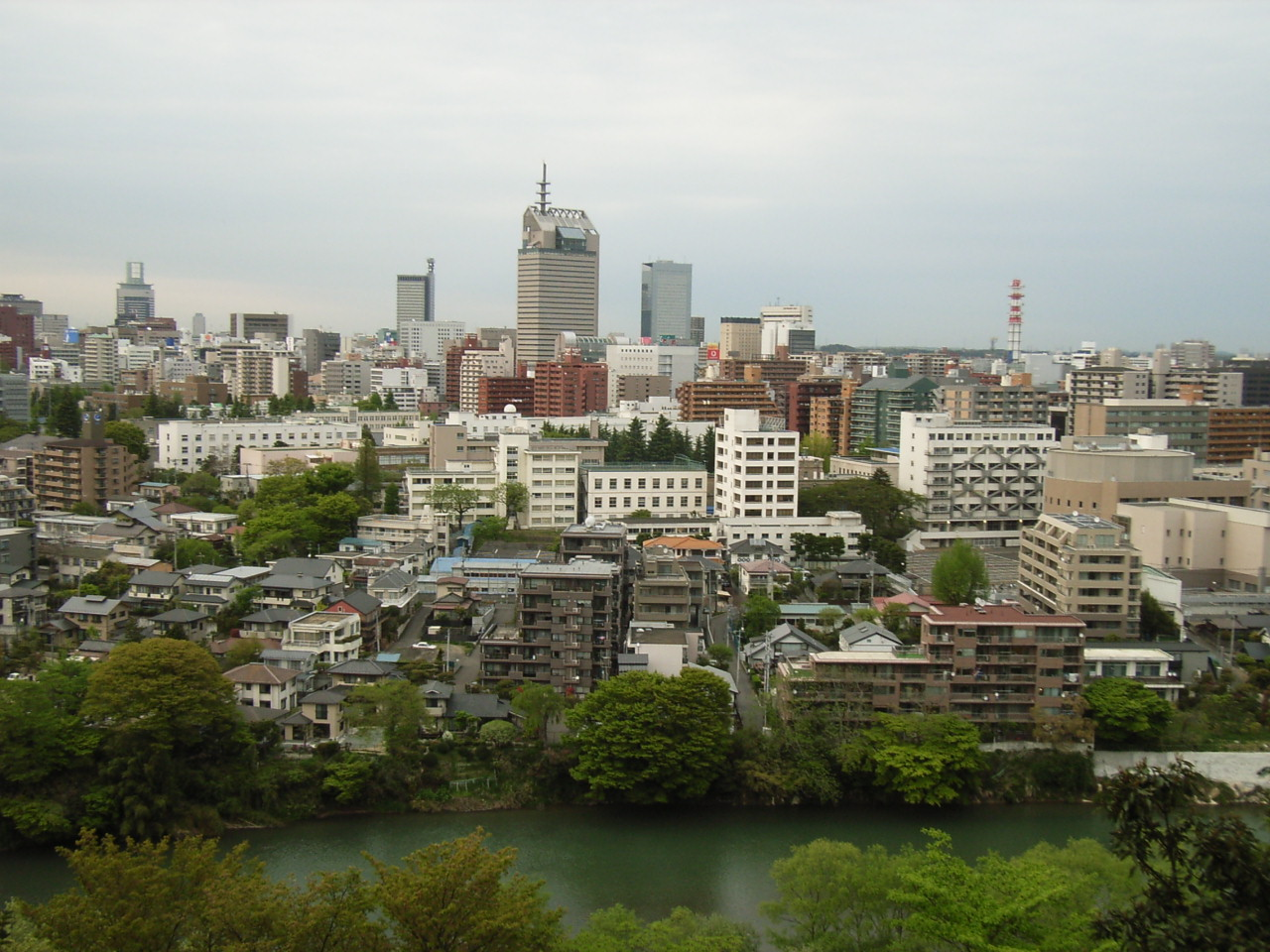
Centrum miasta

## Najwyższe budynki
| Ranking | Budynek                              | Wysokość strukturalna | Liczba pięter | Rok budowy |
| ------- | ------------------------------------ | --------------------- | ------------- | ---------- |
| 1.      | AERU                                 | 145,5 m               | 31            | 1998       |
| 2.      | Sumitomo Seimei Sendai Chuo Building | 143,0 m               | 31            | 1989       |
| 3.      | Sendai Energy Square                 | 125,3 m               | 28            | 2002       |
| 4.      | Lions Tower Sendai Nagamachi         | 113,8 m               | 31            | 1999       |
| 5.      | Park Tower Dainohara                 | 110,3 m               | 31            | 1995       |
| 6.      | Lions Tower Sendai Hirose            | 109,9 m               | 32            | 2003       |
| 7.      | Atlas Tower 33                       | 108,7 m               | 33            | 1993       |
| 8.      | NTT DoCoMo Tohoku Building           | 108,0 m               | 21            | 2004       |
| 9.      | Kakyoin Square                       | 106,3 m               | 23            | 1999       |
| 10.     | Sendai Daiichi Seimei Tower Building | 90,3 m                | 21            | 1985       |

## W budowie
| Ranking | Budynek                                              | Wysokość strukturalna | Liczba pięter | Rok budowy |
| ------- | ---------------------------------------------------- | --------------------- | ------------- | ---------- |
| 1.      | Apple Towers Sendai                                  | 106,5 m               | 30            | 2008       |
| 2.      | Sendai Coop Building                                 | 99,9 m                | 23            | 2007       |
| 3.      | City Tower Sendai Itsutsubashi                       | 99,0 m                | 28            | 2007       |
| 4.      | Chuo 1-chome Second Zone Urban Redevelopment Project | 98,0 m                | 19            | 2008       |